# Paragona viridicincta
Paragona viridicincta là một loài bướm đêm trong họ Erebidae.